# Herreid
Herreid is een plaats (city) in de Amerikaanse staat South Dakota, en valt bestuurlijk gezien onder Campbell County.

## Demografie
Bij de volkstelling in 2000 werd het aantal inwoners vastgesteld op 482.
In 2006 is het aantal inwoners door het United States Census Bureau geschat op 396, een daling van 86 (-17,8%).

## Geografie
Volgens het United States Census Bureau beslaat de plaats een oppervlakte van
3,5 km², geheel bestaande uit land. Herreid ligt op ongeveer 514 m boven zeeniveau.

## Plaatsen in de nabije omgeving
De onderstaande figuur toont nabijgelegen plaatsen in een straal van 24 km rond Herreid.